# Edwin Forrest

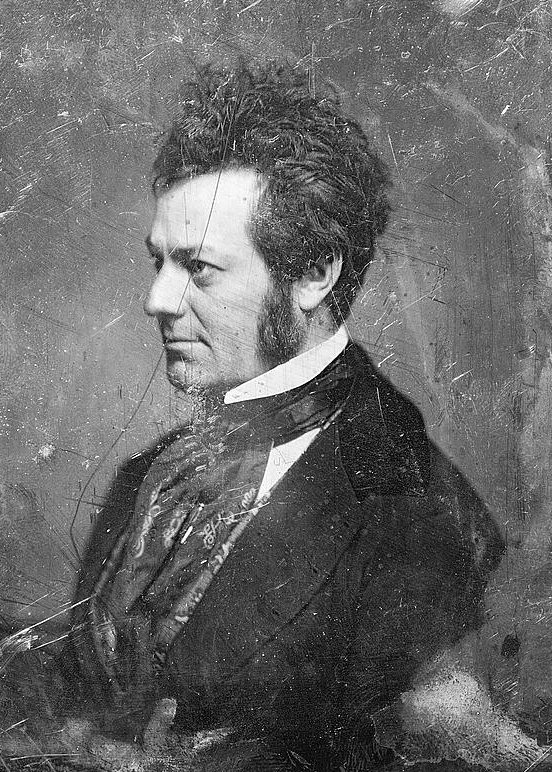
Edwin Forrest

 Edwin Forrest  (* 9. März 1806 in Philadelphia; † 12. Dezember 1872 ebenda) war ein US-amerikanischer Schauspieler. Er gilt als der Gründer der amerikanischen Schauspielkunst.

## Karriere
Edwin Forrest betrat erstmals 1817 als Ersatz für eine erkrankte Schauspielerin die Bühne. Sein richtiges Debüt war 1820 am Walnut Street Theatre in Philadelphia in John Homes Tragödie Douglas. In den Jahren danach tourte er mit einer Schauspielertruppe durch die Provinz. 1826 spielte er erstmals in New York, wo seine Darstellung des Othello im gleichnamigen Stück von William Shakespeare von der Kritik gefeiert wurde. In der Folge wurde Forrest zu einem gerühmten Shakespeare-Darsteller. Zu seinen Rollen zählten Othello, Macbeth, Coriolanus und Lear.
1836 trat Forrest erstmals in England auf, wo sein neuer, amerikanischer Schauspielstil gut ankam. Im Jahr darauf heiratete er Catherine Norton Sinclair, die Tochter des Sängers John Sinclair, und kehrte nach Philadelphia zurück. Die 1840er Jahre waren die Glanzzeit seiner Karriere. Bis 1852 ließ er als seinen Landsitz das neugotische Fonthill Castle erbauen.

## Konflikte
Während seines ersten Englandaufenthalts 1836/37 war Forrest in London dreimal gemeinsam mit dem damals berühmtesten britischen Schauspieler William Charles Macready auf der Bühne gestanden. Doch bald entwickelte sich eine erbitterte Konkurrenz und Feindschaft zwischen den beiden Kollegen. Als Forrest 1845 zum zweiten Mal das Vereinigte Königreich besuchte, pfiff er Macready während einer Vorstellung in Edinburgh aus. Dieser Affront bedeutete das Ende von Forrests Popularität in Großbritannien.

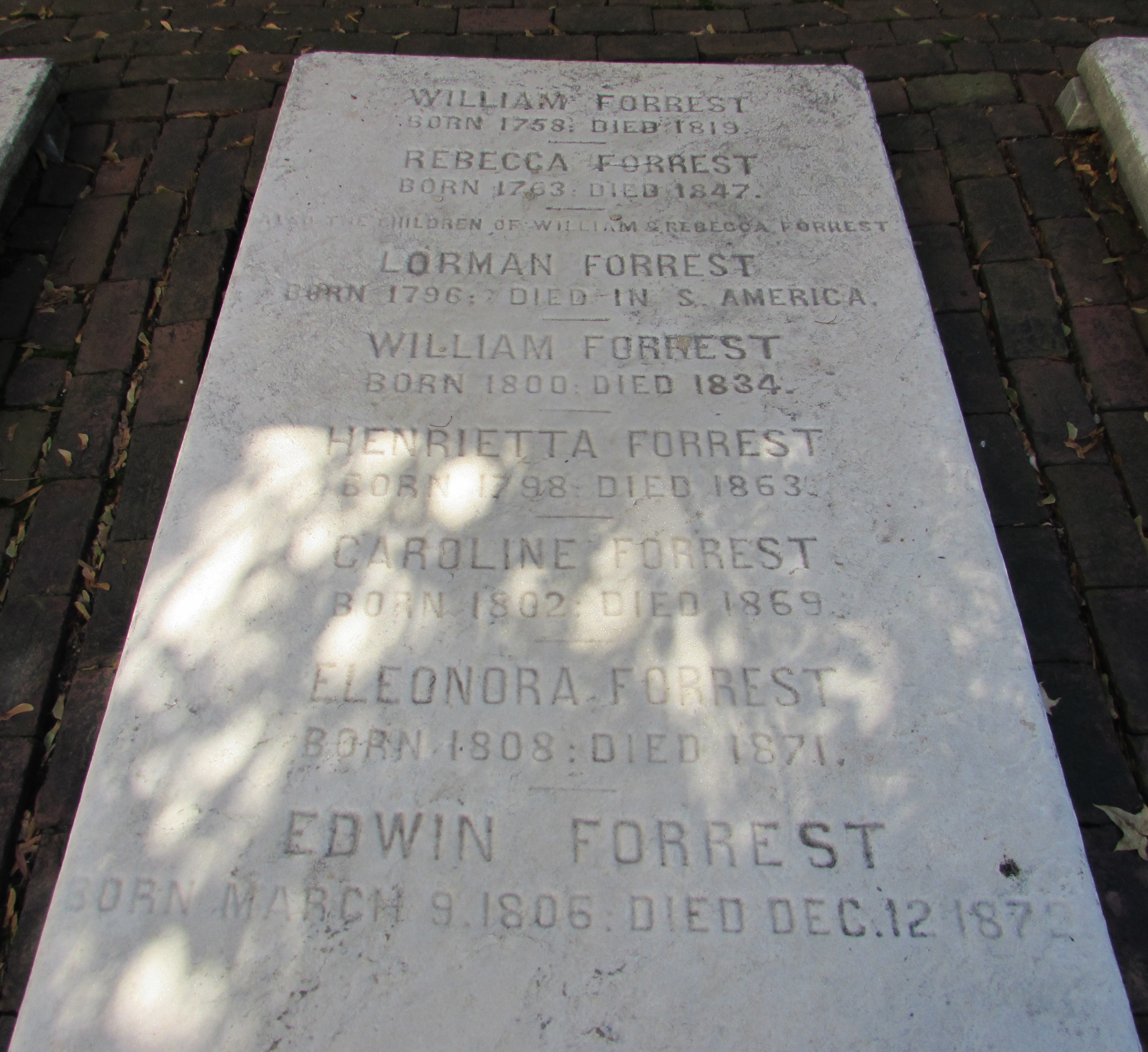
Forrests Grab in Philadelphia

1849 schließlich wurde die Künstlerfeindschaft zum Auslöser eines blutigen Aufruhrs, des Astor Place Riot. Im Mai jenes Jahres spielte Forrest am Broadway Theatre in New York die Titelrolle in Macbeth. Im Rahmen einer US-Tournee trat sein Rivale Macready nur wenige Häuserblocks entfernt, im Astor Opera House, in derselben Rolle auf. Am Abend des 10. Mai versammelten sich rund 20.000 Anhänger Forrests vor dem Astor Opera House und beschimpften das ankommende Publikum. Forrest-Parteigänger, die zu Hunderten Karten für die Vorstellung erworben hatten, buhten und pfiffen Macready aus, warfen Abfälle auf die Bühne und demolierten die Bestuhlung. Draußen wurden Steine auf das Theater geworfen, einige Demonstranten versuchten, das Gebäude in Brand zu setzen, woraufhin das Publikum aus dem Theater flüchtete. Die Nationalgarde schoss auf die Menge. Gezählt wurden mindestens 25 Tote und über 120 Verletzte.
Auch die Scheidung von seiner Frau 1851 erregte großes mediales Aufsehen. Während des Scheidungsprozesses beschuldigte Forrest seine Frau des Ehebruchs, stattdessen aber kam seine eigene Affäre mit der Schauspielerin Josephine Clifton ans Tageslicht.
In der Folge betrat Forrest nur mehr sporadisch die Bühne. Seine letzte Rolle war der Lear im Bostoner Globe Theatre 1871. Seine letzten Lebensjahre widmete er dem Aufbau eines Altersheimes für Schauspieler.